# Australobolbus lobatus
Australobolbus lobatus är en skalbaggsart som beskrevs av Henry Fuller Howden 1992. Australobolbus lobatus ingår i släktet Australobolbus och familjen Bolboceratidae. Inga underarter finns listade.